# Likus
Likus je obchodní název velkoformátových konstrukčních desek používaných na stavbu domů. Využitím odpadního materiálu zemědělské výroby vznikaly stavební prvky s dobrými tepelně izolačními vlastnostmi.

## Výrobce
V letech 1949–1952 řešili vývoj výroby desek Likus v Hodoníně. Podniku chyběly investiční prostředky, a proto byla produkce přesunuta na Slovensko. V Hodoníně byla časem vybudována linka na dřevotřískové desky. Desky Likus vyráběly Západoslovenské pily, n. p., závod v Bratislavě-Petržalce. Jednalo se o výrobu, které nebyla mechanizovaná. Desky Likus vyráběly v JZD Louka a desky „Likus G“ vyráběly v přidružené výrobě v JRD Sobotiště. Výroba probíhala lisováním kukuřičných klasů.

## Konstrukce desky
Likus je jádrová překližovaná deska. V obvodovém dřevěném rámečku jsou narovnány špalíčky kukuřičných oklásků, tj. klasů (palic) kukuřice zbavená zrna. Jádro desky je pokryto poddýškou (dýhou která není určena pro finální povrch), případně dřevovláknitou deskou.

## Rozměry a vlastnosti
Desky se zhotovovaly v šířce 1000 mm a v délkách 2000 mm až 3000 mm. Jejich tloušťka byla v rozmezí 45 mm až 55 mm.
Desky měly objemovou hmotnost ρ = 320 kg/m³ až 380 kg/m³ a součinitel tepelné vodivosti λ = 0,088 W/(m·K).

## Likusák
Používaly se do střešních plášťů, příček, dveřních křídel. Také na obvodové stěny a stropy typizovaného rodinného domku „L 54“ nebo lehkých, zpravidla přízemních domů zvaných „likusák“. V dobách plánovaného hospodářství se montovaly likusáky jako dočasné ubytovací a kancelářské budovy. Tím se dostalo do povědomí veřejnosti, že stavby ze dřeva jsou vhodné pouze jako dočasné objekty nevalné technické a architektonické úrovně. V mnoha případech slouží k různým účelům dodnes.